# Eau bénite

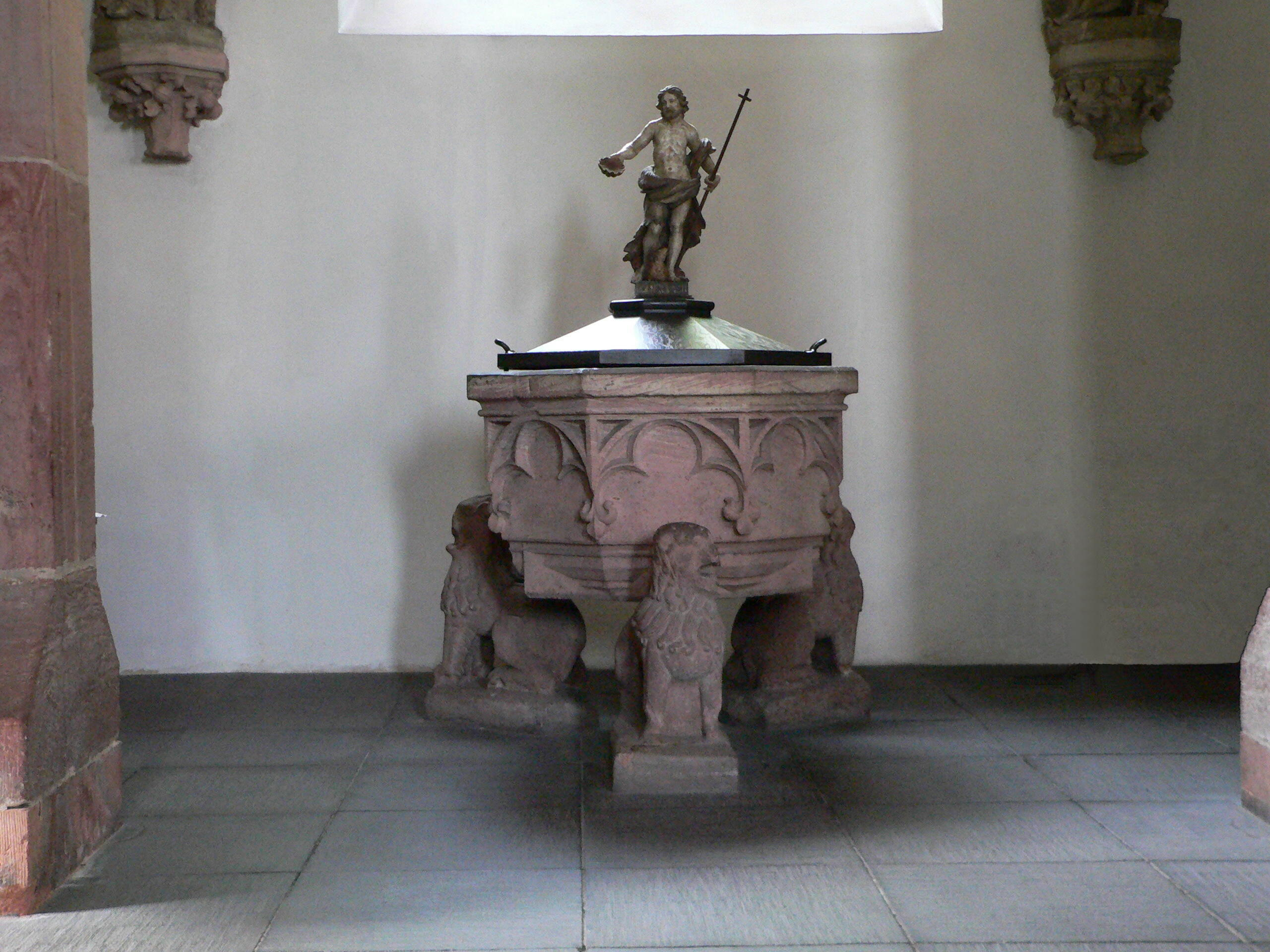
Fonts baptismaux, église Saint-Justin de Höchst, Francfort-sur-le-Main, Allemagne.

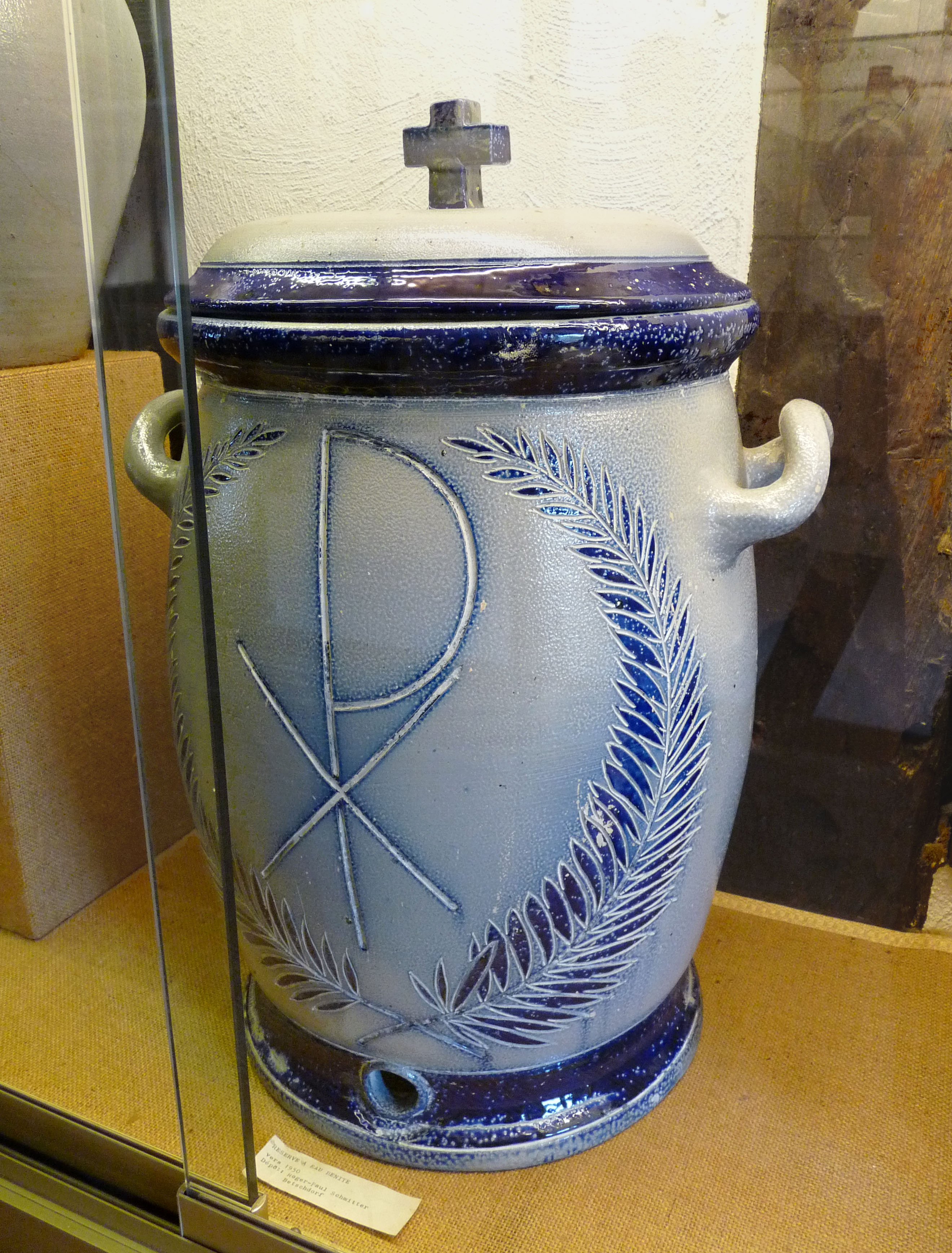
Réserve d'eau bénite en grès
de Betschdorf, Bas-Rhin.

Pour la boisson profane, voir Eau bénite (bière)
L’eau bénite est un liquide utilisé à des fins cultuelles par certaines confessions chrétiennes comme l’Église anglicane, l’orthodoxie orientale, les Églises catholiques orientales, l’Église catholique romaine et l’Église vieille-catholique.
Elle est un sacramental.

## Origine
Son utilisation provient de la religion romaine, où elle était employée par les pontifes.

### Types d'eau bénite
Dans la tradition chrétienne, il existe trois types d’eau bénite : elles diffèrent entre elles par leur usage, par la nature des éléments qui la composent, et par la bénédiction spéciale donnée à chacune d'elles. 
- L’eau bénite est une eau naturelle consacrée au service divin par un rite de bénédiction. On peut y ajouter du sel, également béni (le sel bénit), qui rappelle le sel jeté dans les eaux par le prophète Élisée pour les guérir de leur stérilité. Elle sert aux aspersions des fidèles et aux diverses bénédictions. Elle peut être bénie à tout moment, mais sa bénédiction plus solennelle se fait avant l’aspersion dominicale.

- L’eau baptismale est l'eau servant à l'administration du baptême. Cette eau est traditionnellement bénie pendant la vigile pascale et elle sert pendant toute l'année. Cependant, là où l'on ne célèbre pas cette vigile, on peut bénir l'eau avant chaque baptême. Avant les réformes liturgiques post-conciliaires, on y infusait l'huile des catéchumènes et le Saint-Chrême.

- L’eau grégorienne, est une eau lustrale qui sert à la consécration des autels et des églises. À l’eau on ajoute du sel, principe de santé et de fécondité, élément de saveur et de conservation ;  de la cendre, en signe de contrition et d’humilité ; et du vin, symbole d'abondance spirituelle, de force, de vie et de joie. Elle servait également à la réconciliation des églises profanées.

Autrefois[Quand ?], on bénissait également de l’eau à diverses occasions, en l’honneur de certains saints. Ces eaux étaient censées apporter certaines protections. Par exemple, on en bénissait en même temps que du pain, du vin, et des fruits pour la fête de saint Blaise, pour protéger contre les maux de gorge ; en l’honneur de saint Hubert, on bénissait de l’eau, du sel et du pain pour se prémunir contre la rage canine.

### Eau de Lourdes
Contrairement à une idée répandue, l'eau de Lourdes ne doit pas être confondue avec de l'eau bénite. C’est une eau commune, légèrement calcaire, comparable à celle de toutes les sources voisines. Sa popularité est due aux « miracles de Lourdes » dont elle est le moyen le plus fréquemment constaté. Elle ne fait l'objet d'aucun rite de bénédiction.